# Эль-Потоси (гора)
Эль-Потоси (исп. Cerro El Potosí) — гора в горной цепи Восточная Сьерра-Мадре в штате Нуэво-Леон (Мексика). Пик расположен в 80 км к югу от столицы штата Монтеррея. Самая высокая вершина Восточной Сьерра-Мадре и 16-я вершина Мексики.

## География
Высота над уровнем моря — 3721 м, находится на территории муниципалитета Галеана в 80 км к югу от города Монтеррей. Вершина состоит из известняка и отличается очень разнообразной флорой, включая несколько эндемичных или почти эндемичных видов, таких как сосна Pinus culminicola. У подножия горы находятся источники и бессточные бассейны, которые были единственным местом, где жили детеныши Cyprinodon alvarezi и Megupsilon aporus, а также карликовые раки Cambarellus alvarezi. Последние два вида в настоящее время полностью вымерли, а C. alvarezi ещё содержится в аквариумах, но исчез в дикой природе.

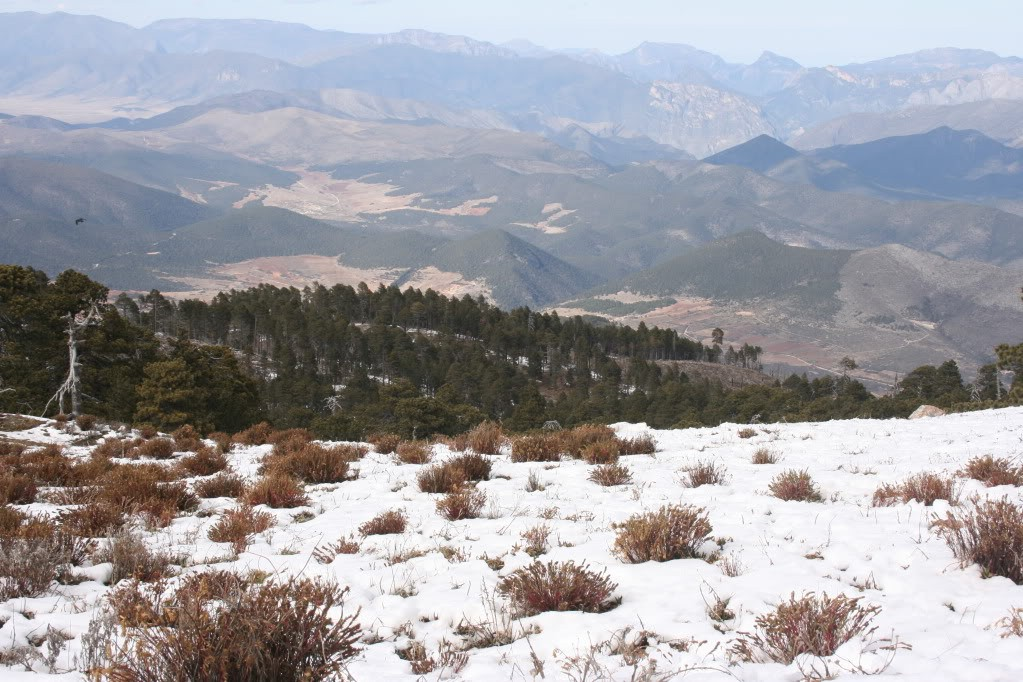
Вид с вершины Эль-Потоси на альпийские пейзажи.
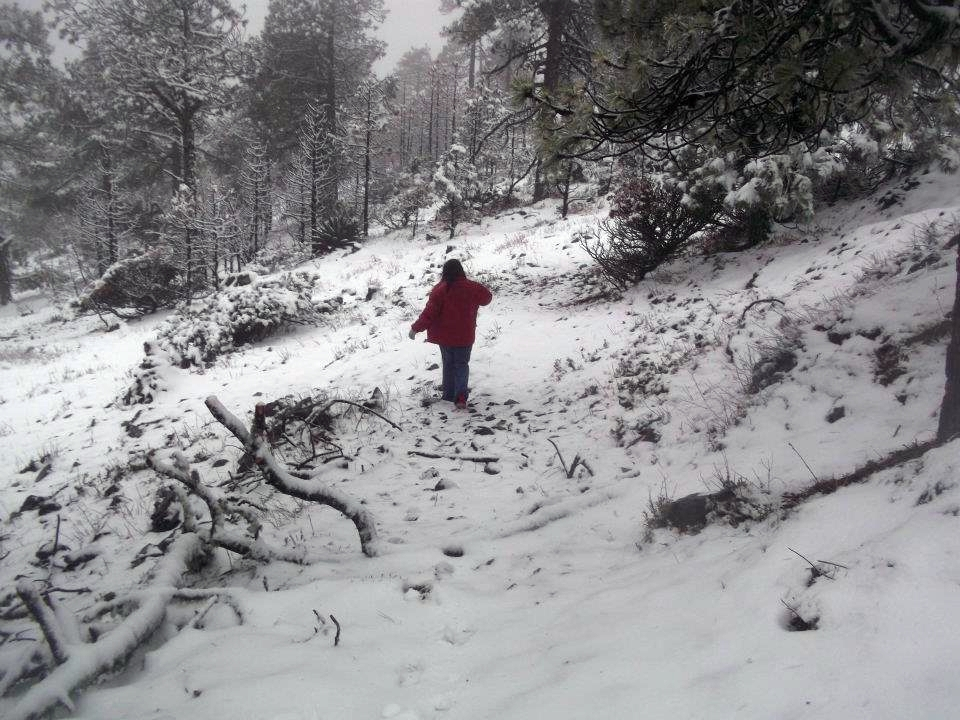
Эль-Потоси зимой
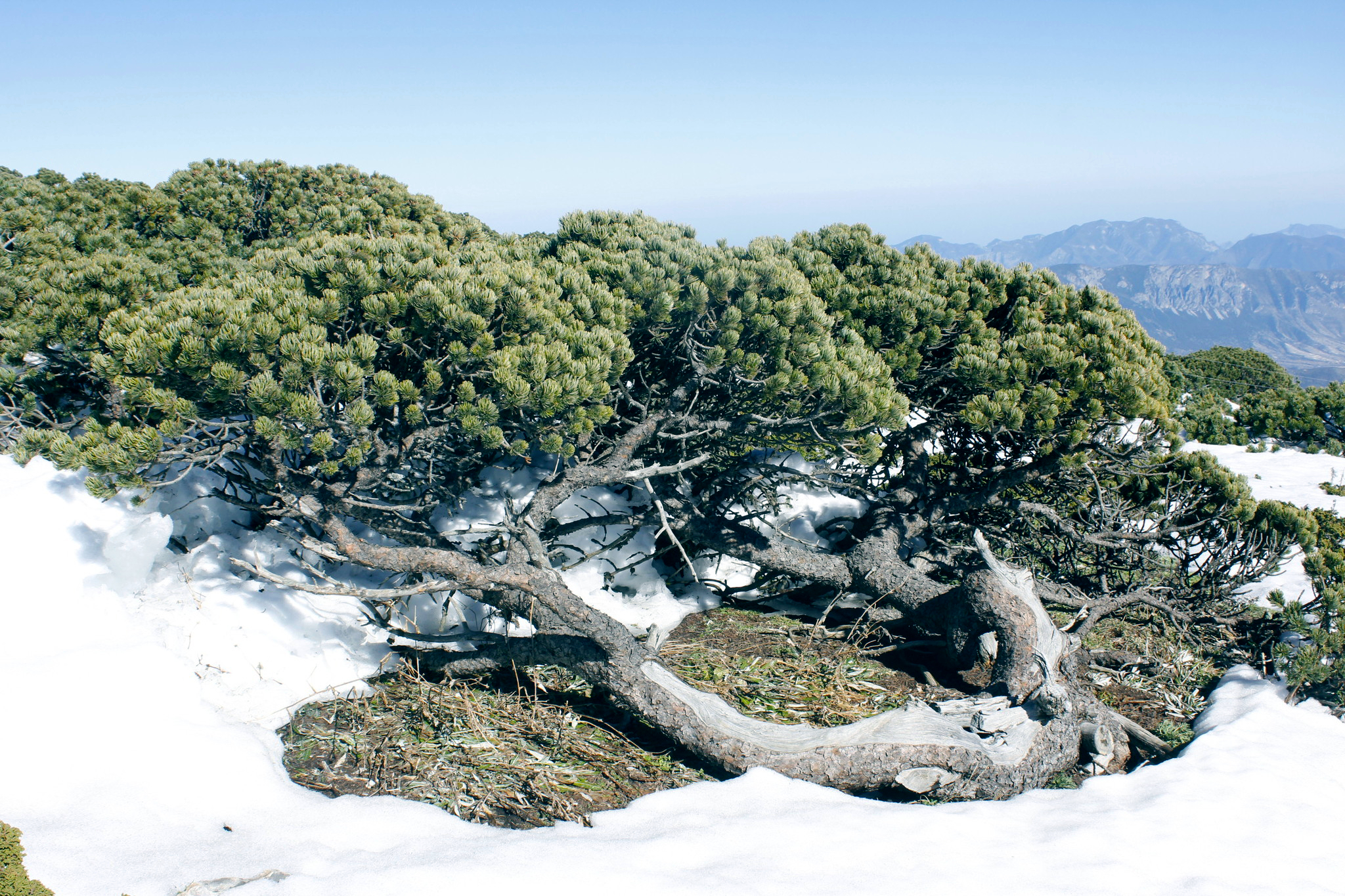
Сосна Pinus culminicola, эндемик горы
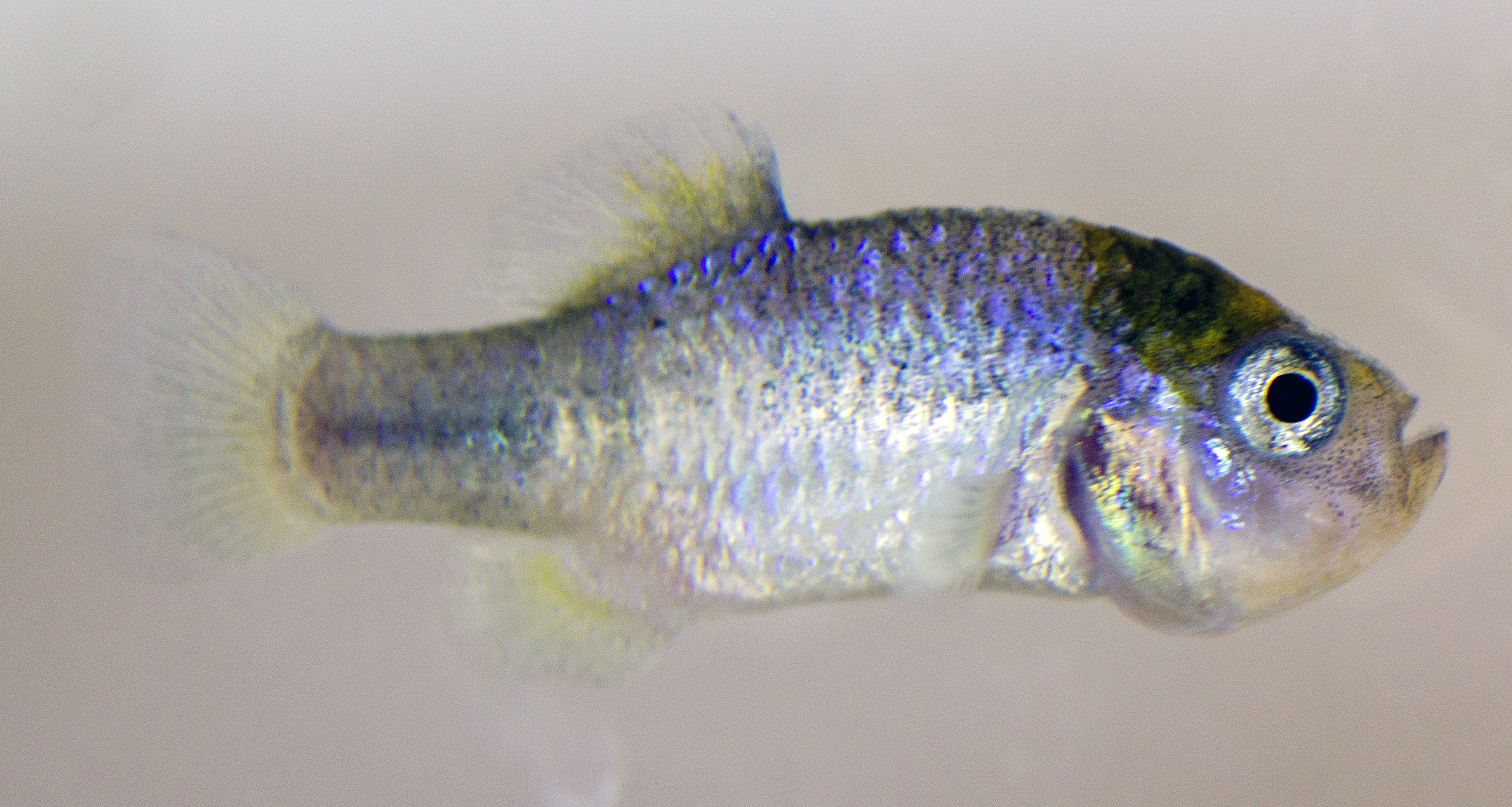
Вымерший эндемик Megupsilon aporus

## Доступность
В прошлом доступ был очень затруднен, но в 1960-х годах на вершине была построена микроволновая ретрансляционная станция, к которой была проложена дорога, обеспечивающая лёгкий доступ к горе с востока.

## Охранный статус
В 2000 году верхние склоны горы были объявлены экологическим заповедником площадью 9,02 км². Северная часть горы, включая саму вершину, находится в особой зоне защиты природных ресурсов.